# 王寺站 (西安)
王寺站位于中华人民共和国陕西省西安市长安区，是西安地铁5号线二期工程的一个车站。

## 车站结构
本站为地下两层车站。
- 站台 (2023年5月)

| 地面            | 出入口                    | A-D出入口                                      |
| 地下一层 站厅层 | 站厅                      | 客务中心、自动售票机、进出站闸机、长安通自助机 |
| 地下二层 站台层 |                           | 5号线往创新港（斗门）                          |
| 地下二层 站台层 | 岛式站台，左側開门        |                                                |
| 地下二层 站台层 | 5号线往马腾空（阿房宫南） |                                                |

## 出入口
本站共有4个出入口。由于本站周边设施不完善，本站没有出入口导向。
- 车站周边景象 (2023年7月)
- A出入口 (2023年7月)
- B出入口 (2023年7月)
- C出入口 (2023年7月)
- C出入口垂直电梯 (2023年7月)
- D出入口 (2023年7月)

## 接驳公交
| 王寺地铁站 | 王寺地铁站 | 王寺地铁站 | 王寺地铁站 | 王寺地铁站 |
| 编号       | 路线       | 路线       | 路线       | 备注       |
| ---------- | ---------- | ---------- | ---------- | ---------- |
| 1214       | 昆明池景区 | ⇆          | 王寺地铁站 |            |